# Metusalems arvingar
Metusalems arvingar, engelska originalets titel Methuselah's Children (1941), är en science fiction-roman skriven av Robert A. Heinlein. I Sverige gavs romanen ut 1981 av Delta Förlag, i översättning av Jan Malmsjö.
Metusalems arvingar utspelar sig i en framtid där man har upptäckt att människans livslängd är genetiskt betingad. Befolkningen har därmed delats upp i två delar: långlivade och kortlivade personer, där de kortlivade av avundsjuka förföljer de långlivade. Berättelsen följer en långlivad familjs äventyr i rymden när de försöker undkomma de kortlivade. Enligt John-Henri Holmberg så är berättelsen svag.
1997 fick boken det amerikanska sällskapet Libertarian Futurist Societys utmärkelse Prometheus Hall of Fame Award.